# アンソニー賞
アンソニー賞（アンソニーしょう、The Anthony Awards ）は、1986年からミステリの世界大会バウチャーコンにおいて推理作家らに贈られる文学賞。アメリカ探偵作家クラブの創設者の1人であるアントニー・バウチャー（1911年 - 1968年）に因んで名付けられ、毎年秋に異なる都市で開催される。
| 各年の結果        | 1980年代 | 1986年 - 1987年 - 1988年 - 1989年                                                       |
| 各年の結果        | 1990年代 | 1990年 - 1991年 - 1992年 - 1993年 - 1994年 - 1995年 - 1996年 - 1997年 - 1998年 - 1999年 |
| 各年の結果        | 2000年代 | 2000年 - 2001年 - 2002年 - 2003年 - 2004年 - 2005年 - 2006年 - 2007年 - 2008年 - 2009年 |
| 各年の結果        | 2010年代 | 2010年 - 2011年 - 2012年 - 2013年 - 2014年 - 2015年 - 2016年 - 2017年                   |
| 出典 - 外部リンク |          |                                                                                         |

## 部門
各賞は毎年行われるイベントの参加者らの投票で決まる。以下の部門以外に「ワイルドカード」賞も存在する。
- 長編賞
- 新人賞
- ペーパーバック賞
- 短編賞
- 評論 / ノンフィクション賞
- 特別賞

## 各年の結果
注：各賞の右記がBEST受賞者と作品。以降はノミネート(Nominees)。

### 1980年代

#### 1986年
- 長編賞 - スー・グラフトン 『泥棒のB』
  - サラ・コードウェル 『黄泉の国へまっしぐら』
  - ジョン・D・マクドナルド "The Lonely Silver Rain"
  - シャーロット・マクラウド 『唄う海賊団』
  - サラ・パレツキー 『センチメンタル・シカゴ』
- 新人賞 - ジョナサン・ケラーマン 『大きな枝が折れる時』
  - スーザン・ケリー "The Gemini Man"
  - ディック・ロクティ 『眠れる犬』
  - ロバート・リーヴズ 『疑り屋のトマス』
  - アンドリュー・ヴァクス 『フラッド』
- ペーパーバック賞 - ナンシー・ピカード 『恋人たちの小道』
  - P・M・カールソン "Murder is Academic"
  - アール・W・エマースン 『不幸な相続人』
  - ケイト・グリーン 『砕けちった月』
  - パトリック・A・ケリー 『幽霊に怯えた男』
- 短編賞 - リンダ・バーンズ（英語版） 「Lucky Penny 」（『The New Black Mask 』No.3初出）
- ワイルドカード賞
  - 映画 - 「刑事ジョン・ブック 目撃者」
  - テレビシリーズ - 「ジェシカおばさんの事件簿」
  - 巨匠賞 - バーバラ・マーツ

#### 1987年
- 長編賞 - スー・グラフトン 『死体のC』
  - ローレンス・ブロック 『聖なる酒場の挽歌』
  - ジョン・ラッツ（英語版） 『トロピカル・ヒート』
  - ナンシー・ピカード "No Body"
  - ジョナサン・ヴェイリン（英語版） "Life's Work"
- 新人賞 - ビル・クライダー（英語版） 『死ぬには遅すぎる』
  - ジョーン・ヘス "Strangled Prose"
  - フェイ・ケラーマン 『水の戒律』
  - ジョゼフ・ケーニグ "Floater"
  - マイク・ルピカ（英語版） 『スキャンダラス・レディ』
- ペーパーバック賞 - ロバート・W・キャンベル（英語版） 『ごみ溜めの犬』
  - リリアン・J・ブラウン 『猫は殺しをかぎつける』
  - J・A・ジャンス（英語版） 『復讐の女神の裁き』
  - ロブ・カントナー 『探偵ベン・パーキンズ』
  - ウォーレン・マーフィー 『チコの探偵物語』
- 短編賞 - スー・グラフトン 「パーカー・ショットガン」（『卑しい街を行く』初出）

#### 1988年
- 長編賞 - トニイ・ヒラーマン 『魔力』
  - リンダ・バーンズ（英語版） 『赤毛のカーロッタ奮闘する』
  - アーロン・エルキンズ 『古い骨』
  - エリザベス・ピーターズ "Trojan Gold"
  - ナンシー・ピカード 『結婚は命がけ』
- 新人賞 - ギリアン・ロバーツ 『フィラデルフィアで殺されて』
  - マイクル・アレグレット 『岩場の死』
  - ロバート・J・バウマン "The House of Blue Lights"
  - メアリー・モニカ・プルヴァー（英語版） "Murder at the War: A Modern-Day Mystery With a Medieval Setting"
  - レス・ロバーツ（英語版） 『無限の猿』
- ペーパーバック賞 - ロバート・クレイス 『モンキーズ・レインコート』
  - リリアン・J・ブラウン 『猫はブラームスを演奏する』
  - キャロリン・G・ハート "Death on Demand"
  - コンラッド・ヘインズ "Bishop's Gambit, Declined"
  - ライア・マテラ (Lia Matera) 『殺人はロー・スクールで』
  - シャーリン・マクラム 『暗黒太陽の浮気娘』
- 短編賞 - ロバート・バーナード 「モーニング・ショウ」（又は「あなたとモーニングティー」、『EQMM』1987年1月号掲載）
- ワイルドカード賞
  - 映画 - 「ビッグ・イージー（英語版）」
  - テレビシリーズ - "Mystery!"

#### 1989年
- 長編賞 - トマス・ハリス 『羊たちの沈黙』
  - ドロシー・キャネル（英語版） 『未亡人クラブ』
  - スー・グラフトン 『証拠のE』
  - トニイ・ヒラーマン 『時を盗む者』
  - サラ・パレツキー 『ダウンタウン・シスター』
  - ナンシー・ピカード 『愛しのわが家』
  - ビル・プロンジーニ 『報復』
  - レス・ロバーツ（英語版） "Pepper Pike"
- 新人賞 - エリザベス・ジョージ 『大いなる救い』（又は『そしてボビーは死んだ』）
  - メアリ・ルー・ベネット 『過ぎし日の殺人』
  - キャロライン・グレアム 『蘭の告発』
  - リンダ・グラント "Random Access Murder"
  - ガー・アンソニー・ヘイウッド 『漆黒の怒り』
  - デヴィッド・スタウト（英語版） 『カロライナの殺人者』
- ペーパーバック賞 - キャロリン・G・ハート 『舞台裏の殺人』
  - マイクル・アヴァロン（英語版） "High Noon at Midnight"
  - P・M・カールソン "Murder Unrenovated"
  - デイヴィッド・ハンドラー 『笑いながら死んだ男』
  - ライア・マテラ 『殺人はラディカルに』
  - シャーリン・マクラム "Paying the Piper"
  - D・R・メレディス "Murder by Impulse"
  - マリリン・ウォレス "Primary Target"
- 短編賞 - 該当者なし
- ワイルドカード賞
  - 功労賞 - ドロシー・ソールズベリ・デイヴィス

### 1990年代

#### 1990年
- 長編賞 - サラ・コードウェル 『セイレーンは死の歌をうたう』
  - スーザン・ダンラップ "Pious Deception"
  - キャロリン・G・ハート 『ミステリ講座の殺人』
  - マーガレット・マロン "Corpus Christmas"
- 新人賞 - カレン・キエフスキー（英語版） 『キャット・ウォーク 女性探偵に気をつけろ!』
  - ジル・チャーチル 『ゴミと罰』
  - メロディ・ジョンソン・ホウ "The Mother Shadow"
  - エディス・スコム "The Mark Twain Murders"
  - スーザン・ウルフ 『相棒は女刑事』
- ペーパーバック賞 - キャロリン・G・ハート 『ハネムーンの殺人』
  - マラカイ・ブラック "On My Honor"
  - D・R・メレディス "Murder By Deception"
  - キース・ピータースン（英語版） 『裁きの街』
  - デボラ・ヴァレンタイン "A Collector of Photographs"
- 短編賞 - ナンシー・ピカード 「いつもこわくて」
- ワイルドカード賞
  - 映画 - 「ウディ・アレンの重罪と軽罪」
  - テレビシリーズ - "Inspector Morse"

#### 1991年
- 長編賞 - スー・グラフトン 『探偵のG』
  - ローレンス・ブロック 『墓場への切符』
  - ライア・マテラ "The Good Fight"
  - シャーリン・マクラム 『いつか還るときは』
  - ジュリー・スミス（英語版） 『ニューオーリンズの葬送』
- 新人賞 - パトリシア・コーンウェル 『検屍官』
  - ダイアン・デヴィッドソン 『クッキング・ママは名探偵』
  - ジャネット・ドーソン 『追憶のファイル』
  - ロシェル・メジャー・クリッヒ 『甘い女』
  - ジェイムズ・マキャハリー "Grave Undertaking"
- ペーパーバック賞 - ジェイムズ・マキャハリー "Grave Undertaking" 、ロシェル・メジャー・クリッヒ 『甘い女』
- 短編賞 - スーザン・ダンラップ 「天上のビュッフェ・パーティ」
- 評論賞 - ジョン・L・ブリーン&マーティン・H・グリーンバーグ "Synod Of Sleuths"
- ワイルドカード賞
  - 映画 - 「推定無罪」
  - テレビシリーズ - "Mystery!"

#### 1992年
- 長編賞 - ピーター・ラヴゼイ 『最後の刑事』
  - スーザン・ダンラップ "Rogue Wave"
  - リンダ・グラント "Love Nor Money"
  - J・A・ジャンス（英語版） "Hour of the Hunter"
  - ナンシー・ピカード 『悲しみにさよなら』
  - マリリン・ウォレス 『嘆きの雨』
- 新人賞 - スー・ヘンリー 『犬橇レースの殺人』
  - メアリー・ケイヒル "Carpool"
  - マーガレット・ラック "A Relative Stranger"
  - レベッカ・ローゼンバーグ 『果樹園殺人事件』
  - レスリー・ワッツ "The Chocolate Box"
  - グロリア・ホワイト 『フォート・ポイントの殺人』
- 短編賞 - リザ・コディ（英語版） 「運のいい拾い物」
- 評論賞 - マクシム・ジャクボウスキー（英語版） "100 Great Detectives"
- ワイルドカード賞
  - アンソロジー / 短編集 - サラ・パレツキー 『ウーマンズ・アイ』

#### 1993年
- 長編賞 - マーガレット・マロン 『密造人の娘』
  - ロバート・クレイス 『ララバイ・タウン』
  - ジョン・ダニング 『死の蔵書』
  - キャロリン・G・ハート 『幽霊屋敷の殺人』
  - シャーリン・マクラム "The Hangman's Beautiful Daughter"
- 新人賞 - バーバラ・ニーリイ（英語版） 『怯える屋敷』
  - スーザン・ウィッティ・アルベール "Thyme of Death"
  - キャロル・ヒギンズ・クラーク 『殺意の航海』
  - マイクル・コナリー 『ナイトホークス』
  - シャーリーン・ウィア 『花嫁は警察署長』
- 短編賞 - ダイアン・デヴィッドソン "Cold Turkey"
- 評論賞 - エレン・ネール "Doubleday Crime Club Compendium 1928-1991"
- ワイルドカード賞
  - 映画 - 「クライング・ゲーム」

#### 1994年
- 長編賞 - マーシャ・ミュラー "Wolf in the Shadows"
  - マイクル・コナリー 『ブラック・アイス』
  - アール・W・エマースン "Morons and Madmen"
  - ジョーン・ヘス "O Little Town of Maggody"
  - トニイ・ヒラーマン 『聖なる道化師』
  - ジャネット・ラピエール "Old Enemies"
  - マーガレット・マロン 『甘美な毒』
  - メアリー・ケイ・アンドルーズ（英語版） "To Live and Die in Dixie"
  - ミネット・ウォルターズ 『女彫刻家』
  - シャーリーン・ウィア "Consider the Crows"
- 新人賞 - ネヴァダ・バー 『山猫』
  - ジャン・バーク（英語版） 『グッドナイト、アイリーン』
  - ローリー・R・キング（英語版） 『捜査官ケイト』
  - シャラン・ニューマン "Death Comes as Epiphany"
  - アビゲイル・パジェット 『幼児虐待調査官』（後に『封印』に改題）
- 短編賞 - スーザン・ダンラップ 「レジにてお並びください」
- 評論賞 - エド・ゴーマン（英語版）&マーティン・H・グリーンバーグ&ラリー・セグリフ "The Fine Art Of Murder: The Mystery Reader's Indispensable Companion"
- ワイルドカード賞
  - アンソロジー / 短編集 - マーティン・H・グリーンバーグ "Mary Higgins Clark presents Malice Domestic 2"

#### 1995年
- 長編賞 - シャーリン・マクラム 『丘をさまよう女』
  - マイクル・コナリー 『ブラック・ハート』
  - ライオネル・デヴィッドスン 『極北が呼ぶ』
  - ジャネット・イヴァノヴィッチ 『私が愛したリボルバー』
  - スー・グラフトン 『殺害者のK』
  - バチヤ・グール（英語版） "Murder on a Kibbutz"
  - レジナルド・ヒル 『完璧な絵画』
  - リンダ・ラ・プラント（英語版） 『凍てついた夜』
  - ジョン・T・レスクワ（英語版） 『十三人目の審判』
  - ヴァル・マクダーミド "Crack Down"
  - ウォルター・モズリイ 『ブラック・ベティ』
  - デレク・レイモンド（英語版） "Not Till the Red Fog Rises"
  - ヤンウィレム・ヴァン・デ・ウェテリンク "Just a Corpse at Twilight"
- 新人賞 - ケイレブ・カー（英語版） 『エイリアニスト―精神科医』
  - デイヴィッド・グターソン 『殺人容疑』
  - アレックス・キーガン "Cuckoo"
  - デニス・ルヘイン 『スコッチに涙を託して』
  - キャロル・オコンネル 『マロリーの神託』（改題『氷の天使』）
  - ローラ・ジョー・ローランド（英語版） "Shinjū"
  - ミシェル・スプリング "Every Breath You Take"
  - ダグ・J・スワンソン 『ビッグ・タウン』
  - クリストファー・ウェスト（英語版） 『黄昏の北京―王（ワン）警部補の事件簿』
- 短編賞 - シャーリン・マクラム 「グラミスの妖怪」
- 評論賞 - B・A・パイク&J・クーパー "Crime Fiction, 2nd Edition"
- ワイルドカード賞
  - アンソロジー / 短編集 - トニイ・ヒラーマン "The Mysterious West"
  - 映画 - 「パルプ・フィクション」
  - トゥルークライム - デヴィッド・カンター（英語版） 『心理捜査官ロンドン殺人ファイル』
  - テレビシリーズ - 「第一容疑者」

#### 1996年
- 長編賞 - メアリー・ウィリス・ウォーカー（英語版） 『神の名のもとに』
  - マイクル・コナリー 『ラスト・コヨーテ』
  - バーバラ・ダマート "Hard Christmas"
  - アンドリュー・クラヴァン（英語版） "True Crime"
  - ビル・プロンジーニ "Blue Lonesome"
- 新人賞 - ヴァージニア・ラニア（英語版） 『追跡犬ブラッドハウンド』
  - リチャード・バリー 『無垢なる骨』
  - G・M・フォード（英語版） 『手負いの森』
  - チャールズ・ケニー 『暴露記事』
  - マーサ・C・ロレンス 『蠍座の殺人』
- ペーパーバック賞 - ハーラン・コーベン 『沈黙のメッセージ』
  - アイリーン・ドライアー "Bad Medicine"
  - テリ・ホルブルック（英語版） "A Far and Deadly Cry"
  - グロリア・ホワイト "Charged with Guilt"
  - R・D・ツィマーマン（英語版） "Closet"
- 短編賞 - ガー・アンソニー・ヘイウッド 「誰もが見ていませんように」
- 評論 / ノンフィクション賞 - ケイト・スタイン "The Armchair Detective Book of Lists, 2nd Edition"
- ワイルドカード賞
  - 映画賞 - 「ユージュアル・サスペクツ」
  - 出版社賞 - セント・マーティンズ・プレス
  - 短編集賞 - マーシャ・ミュラー "The McCone Files: The Complete Sharon McCone Stories"
  - テレビ番組 - 「Xファイル」

#### 1997年
- 長編賞 - マイクル・コナリー 『ザ・ポエット』
  - ネヴァダ・バー 『山火事』
  - リンダ・グラント "Lethal Genes"
  - マーガレット・ローレンス "Hearts and Bones"
  - アラン・ラッセル 『傷痕』
- 新人賞 - デイル・フルタニ（英語版） 『ミステリー・クラブ事件簿』、テリス・マクマハン・グライムス "Somebody Else's Child"
  - マイクル・マギャリティ（英語版） "Tularosa"
  - チャールズ・トッド（英語版） 『出口なき荒野』
  - マイクル・C・ホワイト 『兄弟の血』
- ペーパーバック賞 - テリス・マクマハン・グライムス "Somebody Else's Child"
  - ハーラン・コーベン 『カムバック・ヒーロー』
  - テリ・ホルブルック（英語版） "The Grass Widow"
  - スーザン・ウェイド "Walking Rain"
  - スティーヴン・ウォマック "Chain of Fools"
- 短編賞 - キャロリン・ウィート (Carolyn Wheat) 「運が悪いことは起こるもの」
- 評論 / ノンフィクション賞 - ウィレッタ・L・ヘイシング "Detecting Women 2: Reader's Guide and Checklist for Mystery Series Written by Women"

#### 1998年
- 長編賞 - S・J・ローザン 『どこよりも冷たいところ』
  - アンソニー・ブルーノ "Devil's Food"
  - アール・W・エマースン "Deception Pass"
  - アルトゥーロ・ペレス＝レベルテ 『呪のデュマ倶楽部』
  - ジェイムズ・サリス（英語版） 『コオロギの眼』
- 新人賞 - リー・チャイルド 『キリング・フロアー』
  - グレース・エドワード "If I Should Die"
  - モーリーン・ジェニングス "Except the Dying"
  - フィリップ・リード 『逃げるが勝ち』
  - ロバート・スキナー "Skin Deep, Blood Red"
- ペーパーバック賞 - リック・リオーダン 『ビッグ・レッド・テキーラ』
  - ローラ・リップマン 『チャーム・シティ』
  - スジャータ・マッシー（英語版） 『雪殺人事件』
  - マーティン・J・スミス "Time Release"
  - K・j・a・ウィシュニア『23段階の闇』
- 短編賞 - ジャン・グレイプ 「最前列の座席から」、エドワード・D・ホック 「マダガスカルの殺意」
- 評論 / ノンフィクション賞 - 該当者なし

#### 1999年
- 長編賞 - マイクル・コナリー 『わが心臓の痛み』
  - ネヴァダ・バー 『闇へ降りる』
  - レジナルド・ヒル 『ベウラの頂』
  - デニス・ルヘイン 『愛しき者はすべて去りゆく』
  - アイリーン・シューマッハー "Framework for Death"
- 新人賞 - ウィリアム・K・クルーガー 『凍りつく心臓』
  - ジェリリン・ファーマー（英語版） 『死人主催晩餐会』
  - ジャクリーン・フィールダー "Tiger's Palette"
  - スティーヴ・ハミルトン 『氷の闇を越えて』
  - ドナルド・ハースタッド（英語版） "Eleven Days"
- ペーパーバック賞 - ローラ・リップマン 『スタンド・アローン』
  - スジャータ・マッシー（英語版） 『月殺人事件』
  - リック・ライアダン 『ホンキートンク・ガール』
  - キャロライン・ロー "Remedy for Treason"
  - スティーヴン・ウォマック "Murder Manual"
- 短編賞 - バーバラ・ダマート "Of Course You Know that Chocolate Is a Vegetable"
- 評論 / ノンフィクション賞 - ジョージ・イースター "Deadly Pleasures Magazine"

### 2000年代

#### 2000年
- 長編賞 - ピーター・ロビンスン 『渇いた季節』
  - レニー・エアース（英語版） 『夜の闇を待ちながら』
  - ジャン・バーク（英語版） 『骨』
  - ロバート・クレイス "L.A. Requiem"
  - ジャネット・イヴァノヴィッチ 『けちんぼフレッドを探せ!』
- 新人賞 - ドナ・アンドリューズ 『庭に孔雀、裏には死体』
  - カーラ・ブラック（英語版） 『パリ、殺人区』
  - エイプリル・ヘンリー（英語版） 『フェルメール殺人事件』
  - クリス・ネリ 『花嫁誘拐記念日―トレイシーのミステリ・ノート』
  - ポーラ・L・ウッズ（英語版） 『エンジェル・シティ・ブルース』
- ペーパーバック賞 - ローラ・リップマン 『ビッグ・トラブル』
  - ロビン・バーセル 『霧に濡れた死者たち』
  - トニイ・ダンバー 『判事の桃色な日々』
  - ホセ・ラトゥール 『追放者』
  - キャロライン・ロー "An Antidote for Avarice"
- 短編賞 - メグ・チッテンデン "Noir Lite"
- 評論 / ノンフィクション賞 - ウィレッタ・L・ヘイシング "Detecting Women (3rd edition) "
- ワイルドカード賞
  - 20世紀ベスト【シリーズ】 - アガサ・クリスティ 〈エルキュール・ポアロシリーズ〉
  - 20世紀ベスト【作家】 - アガサ・クリスティ
  - 20世紀ベスト【作品】 - ダフニ・デュ・モーリエ 『レベッカ』

#### 2001年
- 長編賞 - ヴァル・マクダーミド 『処刑の方程式』
  - ネヴァダ・バー "Deep South"
  - ジョー・R・ランズデイル 『ボトムズ』
  - マーシャ・ミュラー 『沈黙の叫び』
  - エリザベス・ピーターズ "He Shall Thunder in the Sky"
  - チャールズ・トッド（英語版） "Legacy of the Dead"
- 新人賞 - ジョー・シャーロン 『上海の紅い死』
  - スティーヴン・ブース（英語版） 『黒い犬』
  - デイヴィッド・リス 『紙の迷宮』
  - スコット・フィリップス（英語版） 『氷の収穫』
  - ボブ・トララック "Street Level"
  - ダグラス・E・ウィンター（英語版） 『撃て、そして叫べ』
- ペーパーバック賞 - ケイト・グライリー "Death Dances to a Reggae Beat"
  - ケイティ・マンガー（英語版） "Bad to the Bone"
  - ダニエル・スタシャワー "The Floating Lady Murder"
  - チャールズ・L・ウェスト "Killing Kin"
  - ローラ・ウィルソン（英語版） "A Little Death"
  - エリック・ライト（英語版） 『ロージー・ドーンの誘拐』
- 短編賞 - エドワード・D・ホック 「消えた南京錠の鍵」
- 評論 / ノンフィクション賞 - ジム・ホァン 『書店のイチ押し! 海外ミステリ特選100』

#### 2002年
- 長編賞 - デニス・ルヘイン 『ミスティック・リバー』
  - ジャン・バーク（英語版） 『汚れた翼』
  - ハーラン・コーベン 『唇を閉ざせ』
  - リック・ライアダン 『殺人鬼オーストゥンに帰る』
  - S・J・ローザン 『天を映す早瀬』
- 新人賞 - C・J・ボックス 『沈黙の森』
  - K・J・エリクソン "Third Person Singular"
  - ジャン・グレイプ "Austin City Blue"
  - デニーズ・ハミルトン（英語版） 『ジャスミン・トレード』
  - アンディ・ストレイカ（英語版） "A Witness Above"
- ペーパーバック賞 - シャーレイン・ハリス 『満月と血とキスと』
  - ジェフ・アボット 『さよならの接吻』
  - ジェリリン・ファーマー（英語版） "Dim Sum Dead"
  - P・J・パリッシュ 『死のように静かな冬』
  - ダニエル・スタシャワー "The Houdini Specter"
- 短編賞 - ビル・クライダー（英語版）&ジュディ・クライダー "Chocolate Moose"
- 評論 / ノンフィクション賞 - トニイ・ヒラーマン "Seldom Disappointed"
- 特別賞 - ドリス・アン・ノリス

#### 2003年
- 長編賞 - マイクル・コナリー 『シティ・オブ・ボーンズ』
  - カーラ・ブラック（英語版） "Murder in the Sentier"
  - スティーヴ・ハミルトン "North of Nowhere"
  - ジョージ・P・ペレケーノス 『終わりなき孤独』
  - S・J・ローザン 『冬そして夜』
- 新人賞 - ジュリア・スペンサー＝フレミング（英語版） "In the Bleak Midwinter"
  - デイヴィッド・コーベット 『悪魔の赤毛』
  - リビー・フィッシャー・ヘルマン（英語版） "An Eye for Murder"
  - ジョナサン・キング "The Blue Edge of Midnight"
  - エディー・ミューラー（英語版） 『拳よ、闇を払え』
- ペーパーバック賞 - ロビン・バーセル "Fatal Truth"
  - ジェフ・アボット 『海賊岬の死体』
  - ロベルタ・イズレイ "Six Strokes Under"
  - P・J・パリッシュ "Paint it Black"
  - アンディ・ストレイカ（英語版） "A Killing Sky"
- 短編賞 - マーシャ・タリー（英語版） 「料理人が多すぎる」
- 評論 / ノンフィクション賞 - ジム・ホァン "They Died In Vain: Overlooked, Underappreciated and Forgotten Mystery Novels"
- 特別賞 - 該当者なし

#### 2004年
- 長編賞 - ローラ・リップマン 『あの日、少女たちは赤ん坊を殺した』
  - ジャイルズ・ブラント（英語版） "The Delicate Storm"
  - スティーヴ・ハミルトン "Blood is the Sky"
  - デニス・ルヘイン 『シャッター・アイランド』
  - ピーター・ロビンスン "The Summer that Never Was"
- 新人賞 - P・J・トレイシー 『天使が震える夜明け』
  - エリン・ハート 『アイルランドの柩』
  - レベッカ・パウエル（英語版） 『青と赤の死』
  - ロノ・ウェイウェイオール 『鎮魂歌は歌わない』
  - ジャクリーン・ウィンスピア（英語版） 『夜明けのメイジー』
- ペーパーバック賞 - ロビン・バーセル "Deadly Legacy"
  - エレーヌ・フリン "Dealing in Murder"
  - P・J・パリッシュ "Thicker than Water"
  - ジェイソン・スター（英語版） "Tough Luck"
  - シルヴィア・マウルターシュ・ウォルシュ 『死、ふたたび』
- 短編賞 - リース・ボウエン "Doppelganger"
- 評論 / ノンフィクション賞 - ゲイリー・ウォーレン・ニーバー "Make Mine a Mystery: A Reader's Guide to Mystery and Detective Fiction"
- 特別賞 - 該当者なし
- ワイルドカード賞
  - ヤングアダルト賞 - J・K・ローリング 『ハリー・ポッターと不死鳥の騎士団』
  - 歴史ミステリ賞 - リース・ボウエン "For The Love Of Mike"

#### 2005年
- 長編賞 - ウィリアム・K・クルーガー 『二度死んだ少女』
  - ケン・ブルーウン 『酔いどれ故郷にかえる』
  - ジョン・カッツェンバック（英語版） "The Madman's Tale"
  - ローラ・リップマン 『ロスト・ファミリー』
  - T・ジェファーソン・パーカー 『カリフォルニア・ガール』
  - ジュリア・スペンサー＝フレミング（英語版） "Out of the Deep I Cry"
- 新人賞 - ハーレイ・ジェーン・コザック 『誘惑は殺意の香り』
  - サンドラ・バルゾー "Uncommon Grounds"
  - ジュディ・クレメンス "Until the Cows Come Home"
  - ジリアン・ホフマン 『報復』
  - J・A・コンラス（英語版） 『ウィスキー・サワーは殺しの香り』
- ペーパーバック賞 - ジェイソン・スター（英語版） "Twisted City"
  - ロビン・バーセル "Cold Case"
  - ロベルタ・イズレイ "Putt to Death"
  - スーザン・マクブライド "Blue Blood"
  - M・J・ローズ（英語版） "The Halo Effect"
- 短編賞 - エレイン・ヴィエッツ（英語版） 「ウェディング・ナイフ」
- 評論 / ノンフィクション賞 - マックス・アラン・コリンズほか "Men's Adventure Magazines"
- 特別賞 - 該当者なし

#### 2006年
- 長編賞 - ウィリアム・K・クルーガー 『闇の記憶』
  - ジャン・バーク（英語版） "Bloodlines"
  - マイクル・コナリー 『リンカーン弁護士』
  - トマス・H・クック 『緋色の迷宮』
  - ローラ・リップマン 『永遠の三人』
- 新人賞 - クリス・グラベンスタイン "Tilt-a-Whirl"
  - ミーガン・アボット 『さよならを言うことは』
  - ブライアン・フリーマン（英語版） 『インモラル』
  - ランドール・ヒックス "The Baby Game"
  - テリーザ・シュヴィーゲル（英語版） 『オフィサー・ダウン』
- ペーパーバック賞 - リード・ファレル・コールマン "The James Deans"
  - アラン・ガスリィ（英語版） "Kiss Her Goodbye"
  - チャーリー・ヒューストン（英語版） "Six Bad Things"
  - スーザン・マクブライド "Good Girl's Guide to Murder"
  - P・J・パリッシュ "A Killing Rain"
- 短編賞 - バーバラ・セラネラ（英語版） 「ミスディレクション」
- 評論 / ノンフィクション賞 - メアリー・ラックマン "Heirs Of Anthony Boucher"
- 特別賞 - ジャネット・ルドルフ 〈国際ミステリ愛好家クラブ〉設立

#### 2007年
- 長編賞 - ローラ・リップマン "No Good Deeds"
  - ジャン・バーク（英語版） "Kidnapped"
  - デニーズ・ミーナ "The Dead Hour"
  - ナンシー・ピカード 『凍てついた墓碑銘』
  - ジュリア・スペンサー＝フレミング（英語版） "All Mortal Flesh"
- 新人賞 - ルイーズ・ペニー 『スリー・パインズ村の不思議な事件』
  - ジョン・ハート 『キングの死』
  - スティーヴ・ホッケンスミス（英語版） 『荒野のホームズ』
  - コーネリア・リード "A Field of Darkness"
  - アレキサンダー・ソコロフ（英語版） "The Harrowing"
- ペーパーバック賞 - デイナ・キャメロン（英語版） "Ashes and Bones"
  - トロイ・クック 『最高の銀行強盗のための47ヶ条』
  - ショーン・ドリットル（英語版） "The Cleanup"
  - ロバート・フェイト（英語版） "Baby Shark"
  - ヴィクター・ギシュラー（英語版） "Shotgun Opera"
  - ナオミ・ヒラハラ "Snakesin Shamisen"
  - チャーリー・ヒューストン（英語版） "A Dangerous Man"
- 短編賞 - サイモン・ウッド "My Father's Secret"
- 評論 / ノンフィクション賞 - ジム・ホァン&オースティン・ルガー "Mystery Muses"
- 特別賞 - ジム・ホァン 〈Crum Creek Press and The Mystery Company〉

#### 2008年
- 長編賞 - ローラ・リップマン 『女たちの真実』
  - ジェイムズ・リー・バーク "The Tin Roof Blowdown"
  - リー・チャイルド "Bad Luck and Trouble"
  - ロバート・クレイス "The Watchman"
  - ウィリアム・K・クルーガー 『血の咆哮』
- 新人賞 - タナ・フレンチ 『悪意の森』
  - ショーン・チャコーヴァー (Sean Chercover) "Big City, Bad Blood"
  - リサ・ラッツ 『門外不出探偵家族の事件ファイル』
  - クレイグ・マクドナルド "Head Games"
  - マーカス・セイキー（英語版） 『錆びた刃』
- ペーパーバック賞 - P・J・パリッシュ "A Thousand Bones"
  - ミーガン・アボット 『暗黒街の女』
  - ケン・ブルーウン&ジェイソン・スター（英語版） "Slide"
  - デイヴィッド・コーベット "Blood of Paradise"
  - ロバート・フェイト（英語版） "Baby Shark's Beaumont Blues"
- 短編賞 - ローラ・リップマン 「知らない女」
- 評論 / ノンフィクション賞 - ジョン・レレンバーグ&ダニエル・スタシャワー&チャールズ・フォリー "Arthur Conan Doyle: A Life in Letters"
- 特別賞 - ジョン&ルース・ジョーダン（雑誌 "Crimespree" 発行者・編集者）

#### 2009年
- 長編賞 - マイクル・コナリー 『真鍮の評決 リンカーン弁護士』
  - ショーン・チャコーヴァー "Trigger City"
  - ウィリアム・K・クルーガー "Red Knife"
  - スティーグ・ラーソン 『ミレニアム1 ドラゴン・タトゥーの女』
  - ルイーズ・ペニー 『スリー・パインズ村の無慈悲な春』
- 新人賞 - スティーグ・ラーソン 『ミレニアム1 ドラゴン・タトゥーの女』
  - ローズマリー・ハリス "Pushing Up Daisies"
  - ジュリー・クレイマー "Stalking Susan"
  - G・M・マリエット 『コージー作家の秘密の原稿』
  - トム・ロブ・スミス 『チャイルド44』
- ペーパーバック賞 - ジュリー・ハイジー 『厨房のちいさな名探偵』
  - マックス・アラン・コリンズ "The First Quarry"
  - クリスタ・ファウスト（英語版） "Money Shot"
  - ヴィッキー・レイン "In a Dark Season"
  - P・J・パリッシュ "South of Hell"
- 短編賞 - ショーン・チャーコーヴァー "A Sleep Not Unlike Death"
- 評論 / ノンフィクション賞 - ジェフリー・マークス（英語版） "Anthony Boucher: A Biobibliography"

### 2010年代

#### 2010年
- 長編賞 - ルイーズ・ペニー "The Brutal Telling"
  - ジョン・ハート 『ラスト・チャイルド』
  - チャーリー・ヒューストン（英語版） "The Mystic Arts of Erasing All Signs of Death"
  - スティーグ・ラーソン 『ミレニアム2 火と戯れる女』
  - S・J・ローザン 『シャンハイ・ムーン』
- 新人賞 - ソフィー・リトルフィールド 『謝ったって許さない』
  - アラン・ブラッドリー 『パイは小さな秘密を運ぶ』
  - ブライアン・グルーリー（英語版） 『湖は餓えて煙る』
  - スチュアート・ネヴィル 『ベルファストの12人の亡霊』
  - ステファニー・ピントフ（英語版） 『邪悪』
- ペーパーバック賞 - ブライアン・グルーリー（英語版） 『湖は餓えて煙る』
  - ミーガン・アボット "Bury Me Deep"
  - ケン・ブルーウン&リード・ファレル・コールマン "Tower"
  - マックス・アラン・コリンズ "Quarry in the Middle"
  - G・M・マリエット "Death and the Lit Chick"
  - ハンク・フィリッピ・ライアン（英語版） "Air Time"
- 短編賞 - ハンク・フィリッピ・ライアン（英語版） "On the House"
- 評論 / ノンフィクション賞 - P・D・ジェイムズ "Talking About Detective Fiction"

#### 2011年
- 長編賞 - ルイーズ・ペニー "Bury your Dead"
  - トム・フランクリン 『ねじれた文字、ねじれた路』
  - タナ・フレンチ 『葬送の庭』
  - スティーヴ・ハミルトン 『解錠師』
  - ローラ・リップマン "I'd Know You Anywhere"
- 新人賞 - ヒラリー・デイヴィッドソン "Damage Done"
  - ブルース・ダシルヴァ 『記者魂』
  - ポール・ドイロン 『森へ消えた男』
  - グレアム・ムーア "The Sherlockian"
  - ジェイムズ・トンプソン 『極夜 カーモス』
- ペーパーバック賞 - ドゥエイン・スウィアジンスキー（英語版） "Expiration Date"
  - ロバート・ゴダード "Long Time Coming"
  - ブライアン・グルーリー（英語版） "The Hanging Tree"
  - ハンク・フィリッピ・ライアン（英語版） "Drive Time"
  - フランク・タリス "Vienna Secrets"
- 短編賞 - ダナ・キャメロン（英語版） "Swing Shift"
- 評論 / ノンフィクション賞 - ジョン・カラン 『アガサ・クリスティーの秘密ノート』

#### 2012年
- 長編賞 - ルイーズ・ペニー "A Trick of the Light"
  - ミーガン・アボット "The End of Everything"
  - リード・ファレル・コールマン "Hurt Machine"
  - マイクル・コナリー "The Drop"
  - ジュリア・スペンサー＝フレミング（英語版） "One Was a Soldier"
- 新人賞 - サラ・J・ヘンリー "Learning to Swim"
  - ダレル・ジェームス "Nazareth Child"
  - レナード・ローゼン 『捜査官ポアンカレ-叫びのカオス-』
  - ロシェル・スタッブ "Who Do, Voodoo?"
  - テイラー・スティーヴンス 『インフォメーショニスト』
  - スティーヴ・アルフェルダー "Purgatory Chasm"
  - S・J・ワトソン 『わたしが眠りにつく前に』
- ペーパーバック賞 - ジュリー・ハイジー "Buffalo West Wing"
  - ロバート・ジャクソン・ベネット "The Company Man"
  - クリスタ・ファウスト（英語版） "Choke Hold"
  - マイクル・スタンリー "Death of the Mantis"
  - ドゥエイン・スウィアジンスキー（英語版） "Fun and Games"
  - フランク・タリス "Vienna Twilight"
- 短編賞 - ダナ・キャメロン（英語版） "Disarming"
- 評論 / ノンフィクション賞 - シャーレイン・ハリス "The Sookie Stackhouse Companion"

#### 2013年
- 長編賞 - ルイーズ・ペニー "The Beautiful Mystery"
  - ミーガン・アボット "Dare Me"
  - ショーン・チャコーヴァー "The Trinity Game"
  - ギリアン・フリン 『ゴーン・ガール』
  - ハンク・フィリッピ・ライアン（英語版） "The Other Woman"
- 新人賞 - クリス・パヴォーネ（英語版） 『ルクセンブルクの迷路』
  - ダニエル・フリードマン 『もう年はとれない』
  - Owen Laukkanen "The Professionals"
  - マシュー・クワーク 『The 500（ザ・ファイブ・ハンドレッド）』
  - マイクル・シアーズ 『ブラック・フライデー』
- ペーパーバック賞 - ジョニー・ショウ "Big Maria"
  - ルー・バーニー "Whiplash River"
  - Joelle Charbonneau "Murder for Choir"
  - アリソン・ゲイリン "And She Was"
  - マーラ・ナン（英語版） "Blessed are the Dead"
- 短編賞 - ダナ・キャメロン（英語版） "Mischief in Mesopotamia"
- ノンフィクション賞 - ジョン・コナリー / デクラン・バーク（英語版） "Books to Die for : The World's Greatest Mystery Writers on the World's Greatest Mystery Novels"
- 功労賞 - スー・グラフトン

#### 2014年
- 長編賞 - ウィリアム・K・クルーガー 『ありふれた祈り』
  - ロバート・クレイス 『容疑者』
  - サラ・J・ヘンリー "A Cold and Lonely Place"
  - ハンク・フィリッピ・ライアン（英語版） "The Wrong Girl"
  - ジュリア・スペンサー＝フレミング（英語版） "Through the Evil Days"
- 新人賞 - マット・コイル（英語版） "Yesterday's Echo"
  - ロジャー・ホッブス 『ゴーストマン 時限紙幣』
  - ベッキー・マスターマン 『消えゆくものへの怒り』
  - キンバリー・マクライト "Reconstructing Amelia"
  - トッド・ロビンソン "The Hard Bounce"
- ペーパーバック賞 - カトリーナ・マクファーソン "As She Left It"
  - クリス・F・ホルム "The Big Reap"
  - ダレル・ジェームズ "Purgatory Key"
  - スティーヴン・キング 『ジョイランド』
  - アレックス・マーウッド 『邪悪な少女たち』
- 短編賞 - ジョン・コナリー "The Caxton Private Lending Library & Book Depository"
- ノンフィクション賞 - ダニエル・スタシャワー（英語版） "The Hour of Peril: The Secret Plot To Murder Lincoln Before the Civil War"

#### 2015年
- 長編賞 - ローラ・リップマン "After I'm Gone"
  - ジョー・クリフォード "Lamentation"
  - タナ・フレンチ "The Secret Place"
  - ルイーズ・ペニー "The Long Way Home"
  - ハンク・フィリッピ・ライアン（英語版） "Truth Be Told"
- 新人賞 - ローリー・レーダー＝デイ "The Black Hour"
  - クリスティ・ベルカミーノ "Blessed Are the Dead"
  - M・P・クーリー "Ice Shear"
  - ジュリア・ダール 『インヴィジブル・シティ』
  - アレン・エスケンス "The Life We Bury"
- ペーパーバック賞 - カトリーナ・マクファーソン "The Day She Died"
  - アリソン・ゲイリン "Stay With Me"
  - アレックス・マーウッド "The Killer Next Door"
  - ベン・H・ウィンタース（英語版） 『世界の終わりの七日間』
  - ジェームズ・W・ツィスキン "No Stone Unturned"
- 短編賞 - アート・テイラー（英語版） "The Odds Are Against Us"
- ノンフィクション賞 - ハンク・フィリッピ・ライアン（英語版）編 "Writes of Passage: Adventures on the Writer's Journey"

#### 2016年
- 長編賞 - クリス・ホルム 『殺し屋を殺せ』
  - マット・コイル（英語版） "Night Tremors"
  - カトリーナ・マクファーソン "The Child Garden"
  - ルイーズ・ペニー "The Nature of the Beast"
  - ハンク・フィリッピ・ライアン（英語版） "What You See"
- 新人賞 - グレン・エリク・ハミルトン "Past Crimes"
  - パトリシア・アボット "Concrete Angel"
  - ロブ・ハート "New Yorked"
  - ブライアン・パノウィッチ "Bull Mountain"
  - アート・テイラー（英語版） "On the Road with Del & Louise"
- ペーパーバック賞 - ルー・バーニー "The Long and Faraway Gone"
  - エイドリアン・マッキンティー（英語版） "Gun Street Girl"
  - ロリ・レーダー＝デイ "Little Pretty Things"
  - ジョシュ・ストーリングス "Young Americans"
  - ジェームズ・W・ツィスキン "Stone Cold Dead"
- 評論・ノンフィクション賞 - ヴァル・マクダーミド "Forensics: What Bugs, Burns, Prints, DNA, and More Tell Us About Crime"
- 短編賞 - ミーガン・アボット "The Little Men: A Bibliomystery"
- アンソロジー・短編集賞 - アート・テイラー（英語版）編 "Murder Under the Oaks: Bouchercon Anthology 2015"
- ヤングアダルト賞 - ジョエル・シャーボニュー "Need"

### 2017年
- 長編賞 - ルイーズ・ペニー "A Great Reckoning"
  - ミーガン・アボット "You Will Know Me"
  - リード・ファレル・コールマン（英語版） "Where It Hurts"
  - クリス・ホルム "Red Right Hand"
  - ローラ・リップマン "Wilde Lake"
- 新人賞 - ジョー・イデ（英語版） "IQ"
  - ビル・ビバリー（英語版） 『東の果て、夜へ』
  - ナディーン・ネットマン "Decanting a Murder"
  - レネー・パトリック "Design for Dying"
  - ニコラス・ペトリ "The Drifter"
- ペーパーバック賞 - ジェームズ・W・ツィスキン "Heart of Stone"
  - パトリシア・アボット "Shot in Detroit"
  - エリック・ビートナー "Leadfoo"
  - ジェス・ルーリー "Salem's Cipher"
  - エイドリアン・マッキンティー（英語版） "Rain Dogs"
  - ジェイ・ストリンガー（英語版） "How to Kill Friends and Implicate People"
- アンソロジー賞 - グレッグ・ヘレン（英語版）編 "Blood on the Bayou: Bouchercon Anthology 2016"
- 短編賞 - ミーガン・アボット "Oxford Girl"
- ヤングアダルト賞 - エイプリル・ヘンリー（英語版） "The Girl I Used to Be"
- 中編賞 - B・K・スティーヴンス "The Last Blue Glass"
- 評論・ノンフィクション賞 - ルース・フランクリン（英語版） "Shirley Jackson: A Rather Haunted Life"